# Apollo Justice
Apollo Justice (王泥喜 法介?, Odoroki Housuke) è un personaggio della serie di videogiochi Ace Attorney. Appare per la prima volta nel videogioco Apollo Justice: Ace Attorney.
Avvocato, stima moltissimo Phoenix Wright, che sarà il suo primo cliente, accusato di omicidio. Il suo mentore è inizialmente Kristoph Gavin, fratello maggiore di Klavier Gavin, procuratore e musicista. Tuttavia seguirà Phoenix Wright nell'Agenzia Nuovi Talenti Wright, ex-studio legale della scomparsa Mia Fey.
Possiede un particolare bracciale che gli permette di stabilire se un testimone sta mentendo durante la sua deposizione. Il suo nome deriva dal dio Apollo mentre il cognome significa "giustizia" in inglese.
Quando scopre che il testimone sta mentendo, esclama la frase "Fermi Tutti!" (Gotcha! in Inglese)

## Gioventù
Figlio di Thalassa Gramarye e di Jove Justice, viene cresciuto da Dhurke Sahdmadhi nel regno di Khura'in dopo aver perso il padre in un incendio. L'unico legame con la madre è uno dei suoi bracciali, lasciatogli in eredità. Viene mandato in America all'età di nove anni, dove incontra Clay Terran e inizia a studiare per diventare un avvocato come Dhurke e come uno dei suoi idoli, Phoenix Wright.

## Carriera legale
Entra a far parte dello studio legale di Kristoph Gavin e difende Phoenix Wright durante il suo primo processo. Tuttavia Apollo fa emergere a galla che Shadi Smith, la vittima del caso, è stato ucciso dallo stesso Kristoph.
Trovatosi senza lavoro, seguirà Wright nell'Agenzia Nuovi Talenti Wright e, con l'aiuto di Trucy, riuscirà a risolvere il caso dell'assassinio del dottor Pal Meraktis, sebbene il suo rivale sia il procuratore Klavier Gavin, fratello minore di Kristoph.
Successivamente, invitato al concerto dei Gavinners e di Lamiroir, si trova a seguire il caso dell'omicidio di Romein LeTouse, manager della cantante della Borginia, per difendere il pianista Machi Tobaye.
Apollo Justice si troverà anche a testare il MASON System, che prevede che l'imputato venga giudicato da una giuria composta da 6 giurati e non più da un singolo giudice. Il caso di prova viene scelto quello che riguarda l'omicidio del falsario Drew Misham, che si presume essere opera della figlia Vera. Le indagini faranno emergere informazioni sul passato di Phoenix, su quello della famiglia Gramarye e su quello dello stesso Apollo, che si intrecceranno fino alla risoluzione del caso.
In seguito collabora con Athena Cykes nella difesa del sindaco Damian Tenma e di Juniper Woods, amica di Athena. In seguito alla morte dell'amico Clay Terran, abbandona temporaneamente lo studio legale per svolgere alcune indagini in maniera autonoma relative all'omicidio di Metis Cykes. Con il suo aiuto Phoenix Wright scagionerà il procuratore Simon Blackquill.
Dopo aver ricevuto la visita di Dhurke Sahdmadhi e aver affrontato Phoenix Wright in un processo civile, Apollo si reca nel regno di Khura'in dove assumerà il ruolo di legale del padre adottivo per difenderlo dall'accusa di aver assassinato il ministro della giustizia Inga Karkhuul Khura'in, affrontando in tribunale il fratellastro Nahyuta Sahdmadhi, monaco e procuratore.